# Grażyna Ojrzyńska
Grażyna Maria Ojrzyńska (ur. 8 sierpnia 1949) – polska architektka krajobrazu, urbanistka.

## Życiorys
Pochodzi z Warszawy, gdzie ukończyła naukę w L Liceum Ogólnokształcącym oraz studia na Wydziale Ogrodniczym – Sekcja Kształtowania Terenów Zieleni w Szkole Głównej Gospodarstwa Wiejskiego w Warszawie (SGGW), a następnie studia doktoranckie na Wydziale Biologii i Nauk o Ziemi Uniwersytecie Łódzkim. W latach 1990–2004 była ogrodnikiem miasta Łodzi – pierwszym ogrodnikiem miejskim powołanym w Polsce po II wojnie światowej. Następnie była doradczynią prezydenta miasta Łodzi ds. ekorozwoju. W latach 2010–2014 była radną gminy Zgierz reprezentującą Smardzew. W Radzie Gminy do 2012 była członkiem komisji rewizyjnej Rady Gminy, a w latach 2012–2014 pełniła funkcję wiceprzewodniczącej Rady. Była wiceprezesem Oddziału Łódzkiego Towarzystwa Urbanistów Polskich. Jest członkiem komisji rewizyjnej Zarządu Głównego TUP w kadencji 2022–2025. Należy do Wojewódzkiej Rady Ochrony Zabytków Województwa Łódzkiego.
Współautorka serii książek „Parki i ogrody Łodzi” m.in. wraz z: Ryszardem Bonisławskim i Janiną Krzemińską-Fredą.

## Realizacje
- Park Ocalałych w Łodzi (2004) wraz z Moniką Reppel-Michnowską[17],
- Łódzkie Błonia (2007)[8],
- koncepcja przebudowa parku Staromiejskiego w Łodzi (2008–2009)[9],
- Renowacja ogrodu przy pałacu Edwarda Herbsta (1989[18] i ponownie 2011–2013)[19].

## Odznaczenia
- Odznaka „Za zasługi dla miasta Łodzi” (2004)[20][21],
- Złoty Krzyż Zasługi (2009)[2][22] – za zasługi w rozwijaniu dialogu polsko-żydowskiego[22].